# Ultras (filme)
Ultras é um filme italiano dirigido por Francesco Lettieri. O filme fala sobre o crescimento da violência pelos ultras em Nápoles, Itália.
Foi lançado pela Netflix a 20 de março de 2020. A banda sonora do filme foi criada pelo cantor e compositor napolitano Liberato.

## Elenco
- Aniello Arena
- Ciro Nacca
- Simone Borrelli
- Daniele Vicorito
- Salvatore Pelliccia
- Antonia Truppo